# 刺岩黄耆
刺岩黄耆（学名：Hedysarum dahuricum）为豆科岩黄耆属下的一个种。

## 扩展阅读
- 維基物種上的相關：刺岩黄耆